# Cuminia eriantha
Cuminia eriantha — єдиний у своєму роді вид ароматних малих дерев чи кущів, ендемік островів Хуан Фернандес (Чилі); росте у нижньому гірському лісі на висотах 200–450 метрів.

## Біоморфологічна характеристика
Листки різко і неправильно пилчасті. Приквітки великі, листкоподібні. Чашечка трубчасто-дзвінчаста, досить м'ясиста, 5-лопатева, частки трикутно-ланцетні. Віночок від білого до лавандового або темно-пурпурового забарвлення, 5-лопатевий, частки округлі. Тичинок 4. Горішки яйцеподібно-трикутні, м'ясисті з потовщеними кутами, досить великі. 2n = 46, 44.